# Grzywienka nowozelandzka
Grzywienka nowozelandzka (Chenonetta finschi) – gatunek dużego ptaka z rodziny kaczkowatych (Anatidae). Zamieszkiwał obydwie wyspy Nowej Zelandii. Wymarł najprawdopodobniej w okresie między 1250 a 1860.

## Taksonomia
Po raz pierwszy gatunek opisał Pierre Joseph van Beneden w 1875. Nadał mu nazwę Anas finschi. Holotyp pochodził z Earnscleugh Cave (okolica Alexandry, region Otago, Wyspa Południowa, Nowa Zelandia). Opis ukazał się rok później na łamach „Transactions and proceedings of the New Zealand Institute”. Autor odnalazł liczne szczątki, w tym 2 niemal kompletne czaszki, 2 miednice, 2 widełki, 12 żeber, 4 łopatki, 4 kości krucze oraz różne inne kości kończyn, zarówno górnych, jak i dolnych. W 2002 Olson i Worthy przypisali grzywienkę nowozelandzką do rodzaju Chenonetta. Międzynarodowy Komitet Ornitologiczny (IOC) nie uznaje tego gatunku.

## Morfologia
Długość ciała grzywienek nowozelandzkich wynosiła 56–65 cm. Skrzydła były zredukowane; wystąpił tu rzadko obserwowany gwałtowny spadek długości skrzydeł, od późnego plejstocenu (10–12 tys. lat temu) do późnego holocenu (około 2 tys. lat temu) ich długość zmniejszyła się o około 10%. Utraciły więc zdolność do lotu stosunkowo niedawno. Fenomen tak szybkiej utraty zdolności do lotu odnotowano również u wymarłej hawajskiej gęsi Branta hylobadistes. Dziób był krótki, zaś nogi mocno zbudowane.

## Zasięg, ekologia i zachowanie
Szczątki kopalne tych kaczek odnajdywano zarówno na Wyspie Południowej, jak i Wyspie Północnej Nowej Zelandii. To jeden z najpospolitszych gatunków, którego szczątki znajduje się w stanowiskach pochodzących z późnego czwartorzędu. Odnajdywano je w takich stanowiskach jak: Castle Rock (Southland), Earnscleugh Cave, Waikari Cave (północny region Canterbury), a na Wyspie Północnej w Martinborough Number 1 (Wairapa).
Na Wyspie Północnej odnaleziono szczątki tej kaczki w 8 stanowiskach archeologicznych, na Wyspie Południowej – w 5. Poza tym ich kości odnajdywano również w licznych innych miejscach na obydwu wyspach. Zdaniem Hamiltona duża liczba kości znajdywana w jednym miejscu może świadczyć o tym, że grzywienki nowozelandzkie padały ofiarą Harpagornis. Sądząc po budowie dzioba, uważa się, że był on przystosowany do jedzenia roślin. Zredukowane skrzydła i mocne nogi wskazują na naziemny tryb życia.
Niektóre różnice w anatomii między grzywienką nowozelandzką a blisko z nią spokrewnioną grzywienką zwyczajną wskazują na inne adaptacje narządów zmysłów i inne adaptacje pokarmowe. Przykładowo grzywienka zwyczajna prowadziła częściowo nocny tryb życia, posiadała więc duże oczy. U grzywienki nowozelandzkiej, sądząc po rozmiarze oczodołów, oczy były stosunkowo małe, z kolei kość przedszczękowa była powiększona, co wskazuje na dobrze rozwinięty węch.

## Status
IUCN uznaje grzywienkę nowozelandzką za gatunek wymarły (EX, Extinct). Wymarła najprawdopodobniej między 1250 a 1860. Istnieje jedno stosunkowo późne doniesienie. Cockburn-Hood (1875) odnotował, że nielotny podobny do gęsi ptak o rdzawym upierzeniu został złapany „na wzgórzach za Opotiki” po 1868. Według miejscowej ludności ptak ten był popularny jako zwierzyna łowna. Opis ten odnosi się raczej do grzywienki nowozelandzkiej niż Cnemiornis gracilis – wymarłej gęsi, z którą blisko spokrewnione są szare kapodzioby (Cereopsis novaehollandiae). Kości grzywienek nowozelandzkich znajdowano wśród maoryskich odpadków. Prowadziły naziemny tryb życia, do tego były nielotne; prawdopodobnie przyczyną ich wymarcia był odłów oraz drapieżnictwo ze strony szczurów polinezyjskich (Rattus exulans).